# Wolfram Neumann

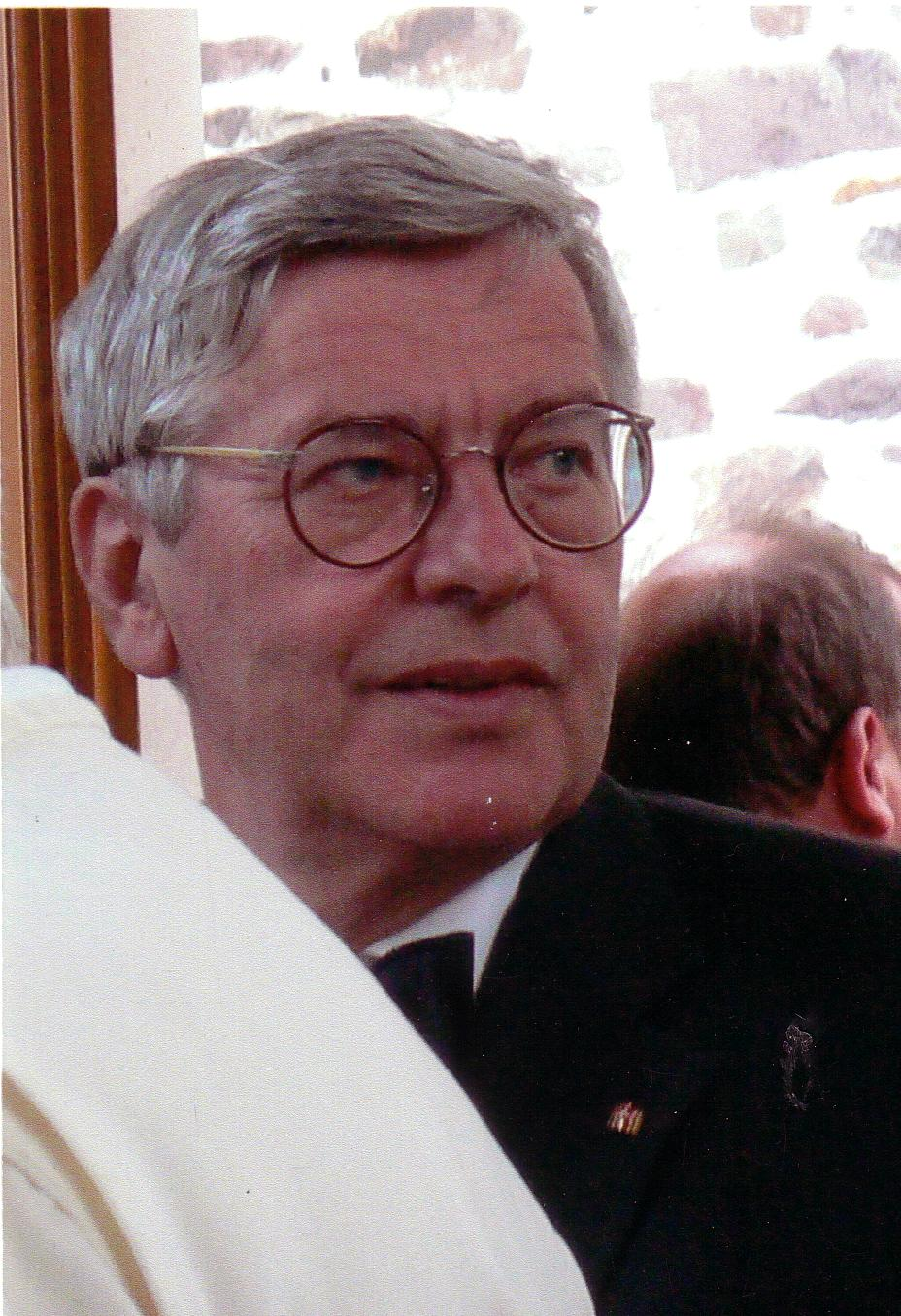
Wolfram Neumann (2009)

Wolfram Neumann (* 1943 in Schwerin an der Warthe in der Provinz Brandenburg) ist ein deutscher Emeritus für Orthopädie an der Otto-von-Guericke-Universität Magdeburg.

## Ausbildung und wissenschaftliche Laufbahn
Wolfram Neumann absolvierte sein Medizinstudium an der Universität Leipzig und promovierte dort 1968 zum Dr. med. Es folgte ein Zweitstudium im Fach Biochemie, das er 1972 abschloss. 
Wolfram Neumann war bis 1977 als wissenschaftlicher Assistent und ab 1978 als Oberarzt an der Orthopädischen Universitätsklinik Leipzig tätig. Von 1982 bis 1984 arbeitete er als Hochschullehrer und Leiter der Orthopädisch-traumatologischen Abteilung im Gondar-College of Medical Sciences in Äthiopien. 1986 wurde er zum o. Professor und Direktor der Orthopädischen Universitätsklinik Magdeburg berufen. 
Von 1990 bis 1993 war Neumann Prorektor an der damaligen Medizinischen Akademie Magdeburg und nach der Universitätsgründung von 1993 bis 1998 Prodekan der Medizinischen Fakultät der Otto-von-Guericke-Universität Magdeburg. Zum Dekan wurde Professor Neumann im Jahr 1998 gewählt. Am 1. Oktober 2000 übernahm er die Funktion des Prodekans und wurde bei der Wahl 2002 erneut in diesem Amt bestätigt. 
2001 war er Präsident der Deutschen Gesellschaft für Orthopädie und Traumatologie. Von 1990 bis 1995 war er ehrenamtlicher Senator der Deutschen Forschungsgemeinschaft (DFG). Im Rahmen der Stiftung „Erinnerung, Verantwortung und Zukunft“ initiierte er gemeinsam mit Kollegen 2001 die Aktion Aktive Solidarität – Hilfe für ehemalige Zwangsarbeiter. Auf Kosten von über hundert Kliniken in Deutschland und Österreich wurden kranke und bedürftige Menschen operiert, die im Dritten Reich Zwangsarbeit leisten mussten. Neumann ist seit 1998 Mitglied der Deutschen Akademie der Naturforscher Leopoldina und fungiert als deren Obmann für Orthopädie.
Aus Anlass seiner Emeritierung hielt Wolfram Neumann am 25. März 2010 seine Abschiedsvorlesung. Sein Nachfolger wurde Christoph Lohmann, bis dahin stellvertretender Direktor der Klinik und Poliklinik für Orthopädie im Universitätsklinikum Hamburg-Eppendorf gewesen war.

## Ehrungen
Von der Magdeburgischen Gesellschaft e.V. wurde Neumann 1997 für sein medizinisches und gesellschaftliches Wirken mit der August-Wilhelm-Francke-Medaille geehrt. 2004 wurde er von den Lesern der Magdeburger Volksstimme zum „Magdeburger des Jahres“ gewählt. 2004 erhielt er das Bundesverdienstkreuz 1. Klasse.

## Mitgliedschaften
- Emeritio